# Zone centrale du causse de Gramat
Zone centrale du causse de Gramat este o arie protejată (sit de importanță comunitară — SCI) din Franța întinsă pe o suprafață de 6.413 ha, integral pe uscat.

## Localizare
Centrul sitului Zone centrale du causse de Gramat este situat la coordonatele 44°40′14″N 1°39′56″E / 44.67056°N 1.66556°E.

## Înființare
Situl Zone centrale du causse de Gramat a fost declarat arie specială de conservare în baza directivei 92/43 din 1992 referitoare la conservarea habitatelor naturale și a faunei și florei sălbatice pentru a proteja 14 specii de animale.

## Biodiversitate
Situată în ecoregiunea atlantică, aria protejată conține 11 habitate naturale: Pseudostepă cu ierburi și specii anuale de Thero-Brachypodietea, Fânețe de joasă altitudine (Alopecurus pratensis, Sanguisorba officinalis), Pante stâncoase calcaroase cu vegetație casmofită, Lacuri eutrofice naturale cu vegetație de tip Magnopotamion sau Hydrocharition, Ape stătătoare oligotrofe până la mezotrofe, cu vegetație de Littorelletea uniflorae și/sau de Isoëto-Nanojuncetea, Ape puternic oligomezotrofe cu vegetație bentonică cu Chara spp., Pajiști carstice calcaroase sau bazofile, de Alysso-Sedion albi, Pajiști uscate seminaturale și facies de acoperire cu tufișuri pe substraturi calcaroase (Festuco-Brometalia) (* situri importante pentru orhidee), Peșteri inaccesibile publicului, Păduri pe pante, grohotișuri și ravene de Tilio-Acerion, Formațiuni de Juniperus communis pe lande sau pajiști calcaroase.
La baza desemnării sitului se află mai multe specii protejate:
- mamifere (9): liliac cârn (Barbastella barbastellus), liliac cu aripi lungi (Miniopterus schreibersii), liliac cu urechi mari (Myotis bechsteinii), liliac cu urechi de șoarece (Myotis blythii), liliac cărămiziu (Myotis emarginatus), liliac comun (Myotis myotis), liliacul mediteranean cu potcoavă (Rhinolophus euryale), liliacul mare cu potcoavă (Rhinolophus ferrumequinum), liliacul mic cu potcoavă (Rhinolophus hipposideros)
- nevertebrate (5): croitorul mare al stejarului (Cerambyx cerdo), fluturele de noapte (Eriogaster catax), Euplagia quadripunctaria, Limoniscus violaceus, rădașcă (Lucanus cervus)

Pe lângă speciile protejate, pe teritoriul sitului au mai fost identificate 27 de specii de plante, 28 de specii de păsări, 7 specii de amfibieni, 6 specii de mamifere, 16 specii de nevertebrate, 4 specii de reptile.